# Dreimarkstein
Dreimarkstein je 454 metrů vysoký kopec na pomezí vídeňského městského okresu Döbling a Hernals jako i dolnorakouského katastrálního území Weidling.

## Geografie
Dreimarkstein je výběžek Vídeňského lesa, který pokračuje přes Salmannsdorferskou vyvýšeninu. Kopec je z větší části zalesněný a v jižní části téměř pod vrcholem probíhá silnice Vídeňská Höhenstraße. Název kopce je odvozen od staroněmeckého "marca" (hranice, rozhraní), případně podle středoněmeckého základu "mark" (pomezí, ohraničení části země), kde název kopce byl již v roce 1818 zaznamenán jako „dreymarkstein“ v katastrální mapě. Později proběhlo trojmezí mezi okresy Hernals, Döbling a Währing. Po odstoupení Währingerské části okresu Salmannsdorf na Döbling, zasáhlo dnešní hranici od Hernals a Döblingu, ale i Weidling.